# Tour Saint-Jacques

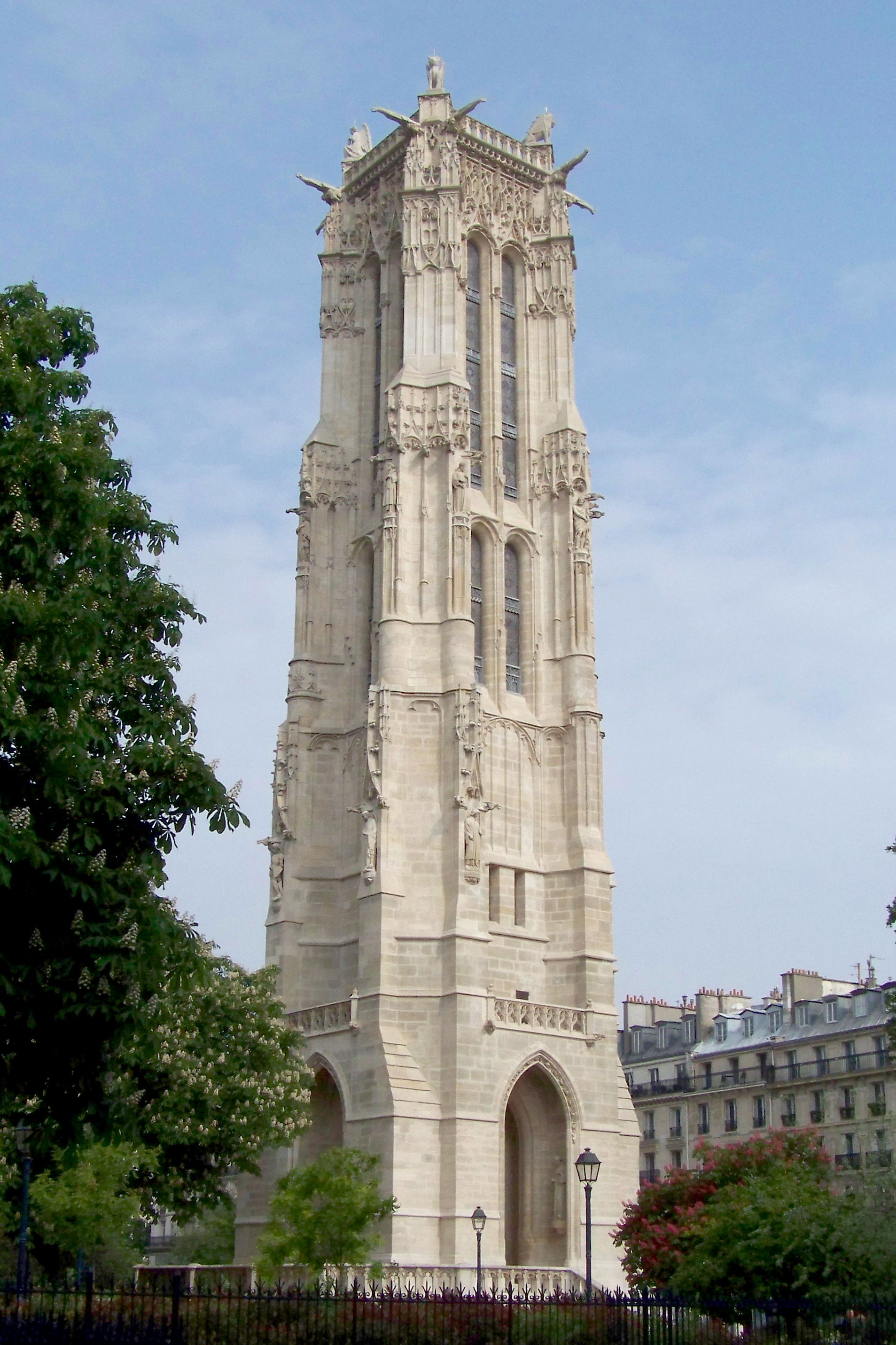
Tour Saint-Jacques

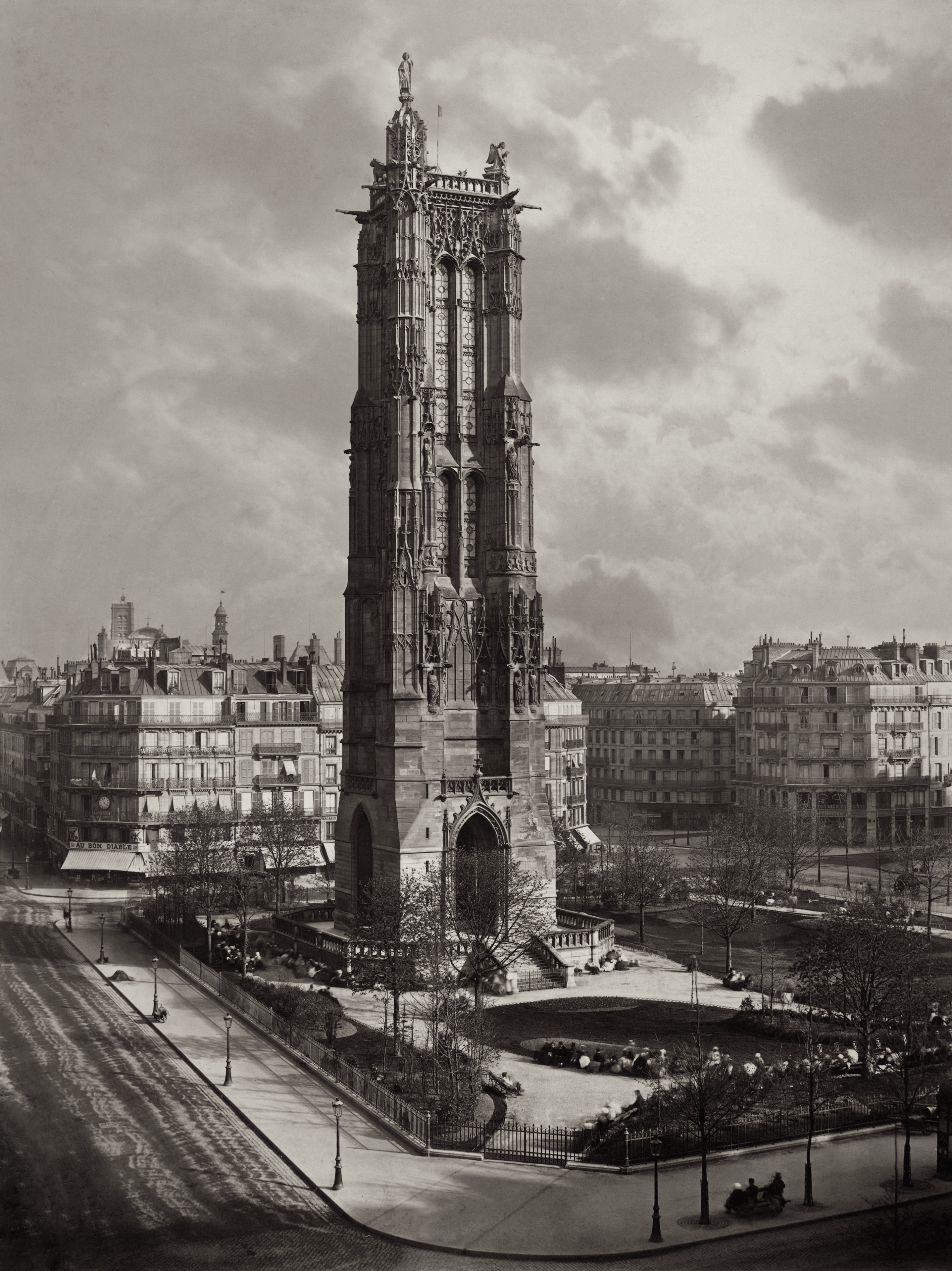
Tour Saint-Jacques um 1867

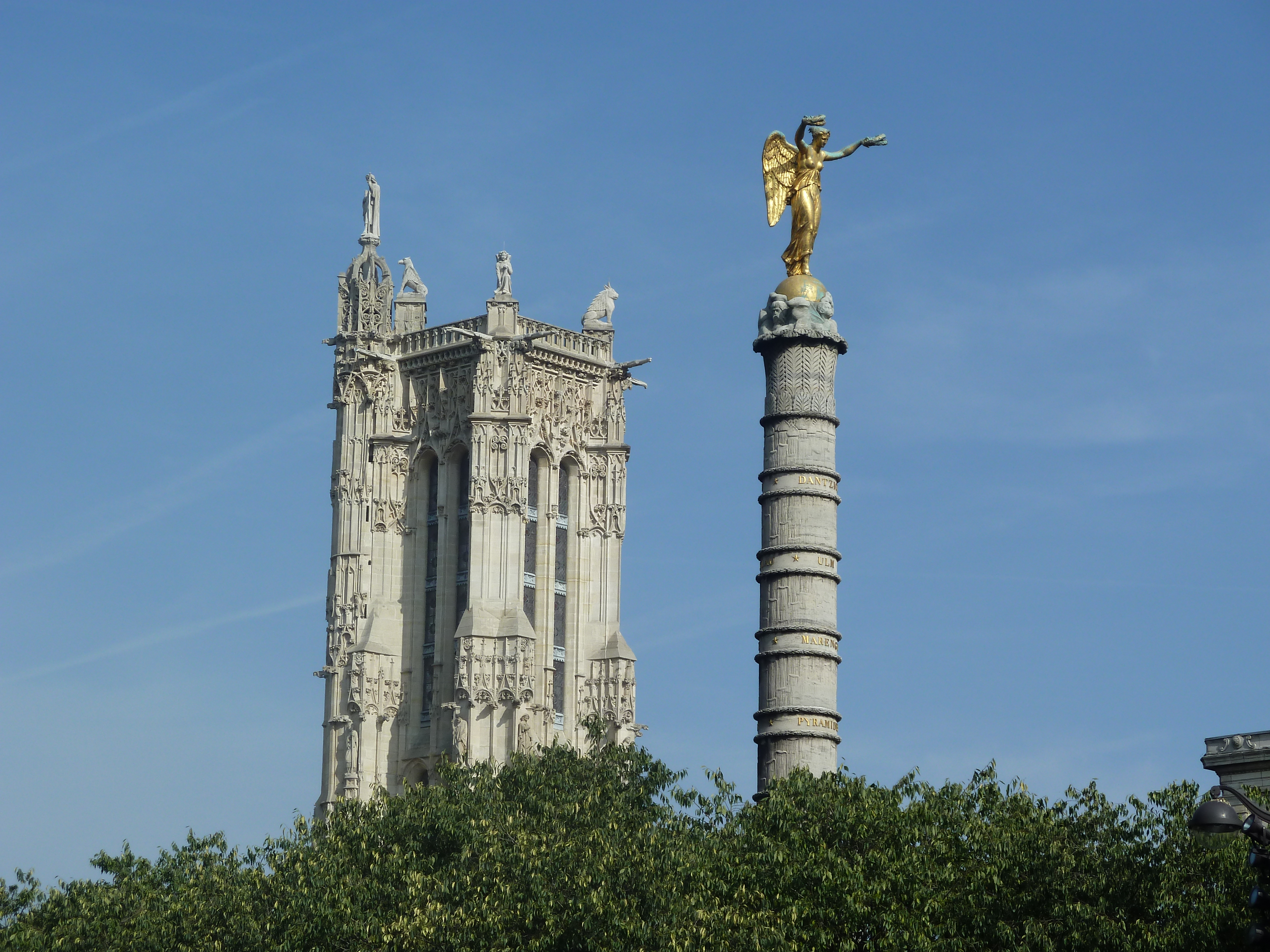
Tour Saint-Jacques und Säule der Fontaine du Palmier (von der Rue de Rivoli aus gesehen)

Die Tour Saint-Jacques [tuʁ sɛ̃ ʒak] ist ein gotischer Turm im 4. Arrondissement in Paris. Er ist 51 m hoch und zählt zu den bedeutenden Sehenswürdigkeiten der Stadt.

## Entstehungsgeschichte
Der heutige Glockenturm ist ein Überbleibsel der im Stil der Spätgotik gebauten Kirche Saint-Jacques-la-Boucherie. Ihr Ursprung ist schwer zu datieren. Erstmals wird die Kirche im Dezember 1119 in einer päpstlichen Bulle von Calixtus II. erwähnt. Ihren Namen Église Saint-Jacques-de-la-Boucherie erhielt sie im Jahre 1253. Sie war die offizielle Kirche der Innung der Fleischer (franz. boucherie), deren Schlachtereien in den nahegelegenen Les Halles untergebracht waren. Am 14. Januar 1358 wurde der Pariser Schatzmeister von einem gewissen Perrin Macé ermordet, der in die Kirche floh. Das kleine Kirchentor wurde 1399 durch Nicolas Flamel gestiftet. Die Kirche wurde noch während der Bauphase am 24. März 1414 durch den Pariser Bischof Gérard de Montaigu den Jüngeren geweiht. Ihr fehlte für lange Zeit der Glockenturm.
Nachdem ein Schiedsspruch vom 26. Februar 1508 die bisherigen Grundstückseigentümer zum Verkauf gezwungen hatte, errichtete ab 1508 Architekt Je(h)an de Félin unter Bischof Etienne de Poncher im Stile der Spätgotik den Glockenturm der Kirche. Der Bau erreichte 1510 das erste von 16 Stockwerken. Über die weitere Bauphase selbst ist nur wenig bekannt. Zur Turmspitze führen 310 Stufen, sie ist seit 2013 wieder öffentlich zugänglich (für kontingentierte Gruppen und nach Voranmeldung). An den obersten Ecken der Turmspitze befinden sich symbolische Tierfiguren aus der Offenbarung des Johannes (Adler, Löwe, Ochse) und die – erst später angebrachte – kolossale Statue vom Saint Jacques le Majeur. Außerdem zieren 19 weitere Statuen diesen Turm. Im Dezember 1522 war die Kirche mit ihrem imposanten Turm fertiggestellt, die Baukosten beliefen sich auf 1.350 Livres. Trotz ihrer Widmung für die Fleischer diente sie überwiegend als Versammlungsort für Pilger auf dem Jakobsweg, denn sie ist dem heiligen Jakob (Saint Jacques) geweiht.
Der Naturwissenschaftler Blaise Pascal unternahm am 19. September 1648 auf der Turmspitze Luftdruck-Messungen für seine „Theorie Zum Gleichgewicht der Flüssigkeiten“. Während der Französischen Revolution war die Kirche seit 1790 geschlossen, ab 1793 diente sie als Versammlungsort des revolutionären Komitees. Am 29. Oktober 1797 wurde sie zerstört, aber der Glockenturm mit seinen zwölf Glocken wurde übrig gelassen. Er wurde von der Stadt Paris am 27. August 1836 erworben und vom 6. Dezember 1853 bis 1855 von Théodore Ballu restauriert. Kauf und Restaurierung hatten die Stadt 250.100 Franc gekostet.
An der Kirche wurde am 13. Oktober 1824 der Markt Cour du Commerce an der gerade erbauten Rue de Rivoli eröffnet. Unterhalb des Turms befindet sich eine 1857 errichtete Statue von Blaise Pascal zur Erinnerung an seine Messungen. Die Statue von Saint Jacques wurde erst 1870 von Paul Chenillon auf dem Turm errichtet. Seit 1891 diente der Glockenturm als Observatorium für den Wetterdienst. Die Turmhöhe hängt davon ab, ob man die Jakobs-Statue mit berücksichtigt oder nicht. In Höhe der Balustrade misst er 50,35 m (25 toises und 5 pieds), die Statue selbst misst 5,08 m (ohne Sockel 3,50 m), insgesamt also 55,43 m (30 toises), sein Durchmesser beträgt 10,31 m. Damit unterschreitet er die Höhe vom Notre Dame de Paris (66,26 m oder 34 toises).
Seit dem 2. Dezember 1998 ist der Turm als Teil des Weltkulturerbes der UNESCO „Wege der Jakobspilger in Frankreich“ ausgezeichnet. Zwischen März 2006 und April 2009 wurde er für 8,3 Millionen Euro erneut restauriert, wobei 660 Tonnen Stein und Statuen mit insgesamt 925 Elementen bewegt wurden. Rund um den Turm auf dem Square de la Tour Saint-Jacques befindet sich eine kleine Parkanlage, die 1856 von Jean-Charles Alphand angelegt wurde.

## Lage
Die Tour Saint-Jacques steht zwischen der Rue de Rivoli und der Place du Châtelet. Am nahen Umsteigebahnhof Châtelet / Châtelet-Les Halles der Métro und dem RER halten die Züge der Métrolinien 1, 4, 7, 11 und 14 sowie die der RER-Linien A, B und D.

## Sonstiges
Der Turm inspirierte im Jahre 1856 den Schriftsteller Alexandre Dumas zum Theaterstück La tour Saint-Jacques-la-boucherie.